# Huichol
Huichol (Wirrárika, Wirrarikari, Wirraritari [pl.], Wixaritari), pleme iz skupine Coran ili Corachol Indijanaca, porodica Juto-Asteci, nastanjeno u planinama Sierra Madre Occidental u meksičkim državama Nayarit, Zacatecas i Jalisco. 

## Ime
Sami sebe Huicholi zovu Wirrárika, Wirrarikari ili Wirraritari (u množini), ili  'narod koji živi u zemlji trnovitog bilja' . Ova zemlja po svoj prilici je njihova pradomovina Wirikuta, zemlja njihovog porijekla, tamo gdje su stvoreni. To je pustinjski kraj na kojem raste halucinogeni peyote-kaktus, kojeg Indijanci jedu da bi izazvali vizije i stupili u kontakt sa svojim precima. Poznatiji naziv Huichol moguće je deformirani oblik imena Wirrarika, što još nije ustanovljeno. 
Prema Torresu (2000) oblik Huichol je deformirani oblik naziva huitcharika, u značenju “agricultor” (farmer, ratar). Kroz svoju povijest nazivani su i Huisare, Uzare, Guisare, Visalika, Usilique, Alica, Ahelita, Vitzurita, Guisol i Visarca.

## Jezik
Jezik Huichola pripada porodici Uto-Aztecan, skupini Coran i ima nekoliko dijalekata, zapadni, u selu San Andrés Cohamiata, istočni i coyultita. Njihova glavna naselja gdje govore svojim jezikom nalaze se u Jaliscu to su: San Andrés Cohamiata, San Sebastián, Santa Catarina i Tuxpan de Bolaños, i u Nayaritu Guadalupe Ocotán.

## Etnografija i povijest
Huicholi su najbliži srodnici Cora koji u novije doba (1990.) broje oko 20,000 duša na sjeveroistoku Nayarita i sjeverozapadu Jalisca. Ovaj maleni narod prvenstveno je poznat po svojoj šamanskoj tradiciji i kultu svetog pejotla, malenog kaktusa (Lophophora williamsii) globularnog oblika, bez bodljika i psihoaktivnih svojstava. Tradicionalno društvo Huichola temelji se na lovu, sakupljanju i hortikulturai.
Peyote-kult
Prve opise peyote kulta ostavio je španjolski kroničar Bernardino de Sahagún kod Čičimeka i Tolteka. Danas je raširen u Meksiku među plemenima Cora, Huichol i Tarahumara. Još u prošlosti Carrizo Indijanci ove običaje donesli su Komančima pa se raširio među drugim plemenima, kao što su Kiowa i Navaho, sveukupno oko 50 plemena.
Među Huicholima sa Sierra Madre, udaljenih nekoliko stotina kilometara od mjesta gdje ova biljka raste, poduzimaju se godišnja hodočašća koja počinju krajem kišne sezone. Prvi je ovakvo putovanje poduzeo Tamatsi Kauyumari (plavi jelen). Oni ovaj pohod nazivaju 'lovom' na peyote. Sakupljače, njih 10 do 15 na ovom 'lovu' pretvodi "mara'akame"-šaman, koji je u kontaktu s Tatewarijem (Naš djed-vatra), poznatom i kao Hikuri ili Jicuri (Peyote-bog), vodeći ih u zemlju Wirikuta u kojoj jicuri raste. Peyote se reže na malene kriškice (poznate kao peyote buttons) koje se suše i kao takve jedu.
Njezin je glavni sastojak alkaloid-meskalin, prvi su izolirali 1896. poznati berlinski toksikolog Louis Lewin i farmakolog i kemičar Arthur Heffter (1859 – 1925).
vidi i Pochotita‎.

## Vanjske poveznice
- Huicholes / Wirraritari o Wirrárika  Arhivirana inačica izvorne stranice od 19. veljače 2009. (Wayback Machine)
- Huichol Shamanism  Arhivirana inačica izvorne stranice od 30. rujna 2007. (Wayback Machine)
- Huichol  Arhivirana inačica izvorne stranice od 14. listopada 2007. (Wayback Machine)